# Griechische Bürgerkriege 1823–1825
1821

Walachischer Aufstand – Kalamata – Navarino – Patras – Salona – Livadeia – Lalas – Samothraki – Monemvasia – Alamana – Valtetsi – Doliana – 1. Akropolis – Gravia – Drăgășani – Grana – Vasilika (Thessaloniki) – Sculeni – Vasilika (Fthiotida) – Tripoli
1822–1824

Akrokorinth – Chalandritsa – Chios – Naoussa – Chios – Peta – Kompoti – Dervenakia – Agionori – Nauplia – 1. Missolonghi – Karpenisi – 2. Missolonghi – Kasos – Psara – Samos – Gerontas
Griechische Bürgerkriege 1823–1825
Ägyptische Intervention

Kremmydi – Andros – Sphacteria – Maniaki – Myloi – Alexandria – Kakosalesi – Kleisova – 3. Missolonghi – Kastraki – Mani – Varnakova – 2. Akropolis – Arachova – Kamatero – Phaleron
Intervention der Großmächte

Volos – Itea – Mega Spilaio – Navarino – Morea-Expedition – Chios-Expedition – Mortino – Koronisia – Petra
Seeschlachten sind in kursiv
Die griechischen Bürgerkriege 1823–1825 waren zwei aufeinanderfolgende militärische Konflikte innerhalb der Griechischen Revolution, bei denen rivalisierende Fraktionen der Unabhängigkeitsbewegung gegeneinander kämpften.
Machtkämpfe zwischen den zivilen Eliten im Parlament und den militärischen Führern in der Exekutive führten zu inneren Auseinandersetzungen, die die Revolution erheblich schwächten und eine Konsolidierung der griechischen Kontrolle auf der Peloponnes verhinderten.
Die Regierung unter Georgios Koundouriotis kämpfte gegen die Gegenregierung von Theodoros Kolokotronis. Während der erste Bürgerkrieg mit einem Kompromiss endete, führte der zweite zur Inhaftierung von Theodoros Kolokotronis und seinen Unterstützern.

## Erster Bürgerkrieg (1823–1824)

### Anbahnung des ersten Konflikts (April 1823 bis November 1823)
Die ersten Jahre der Revolution waren von unerwarteten griechischen Erfolgen geprägt, bis es etwa 1823 aufgrund politischer Differenzen zur Bildung zweier rivalisierender provisorischer Regierungen kam.

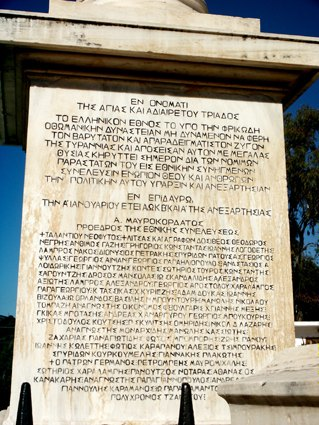
Das Denkmal in Nea Epidavros erinnert an die erste griechische Nationalversammlung vom 20. Dezember 1821. Auf dem Denkmal ist der Beginn der griechischen Unabhängigkeitserklärung zu sehen.

Nach den ersten griechischen Erfolgen im Unabhängigkeitskrieg fand die Zweite Nationalversammlung in Astros statt. Die Erste Nationalversammlung in Epidaurus hatte bereits 1821 eine Verfassung entworfen und eine Regierung für die befreiten Gebiete gebildet. In Astros wurde Alexandros Mavrokordatos zum Präsidenten der Exekutive gewählt, während Alexandros Ypsilantis, obwohl er die Versammlung einberufen hatte, nur eine wenig bedeutende Position als Präsident der Legislative erhielt.

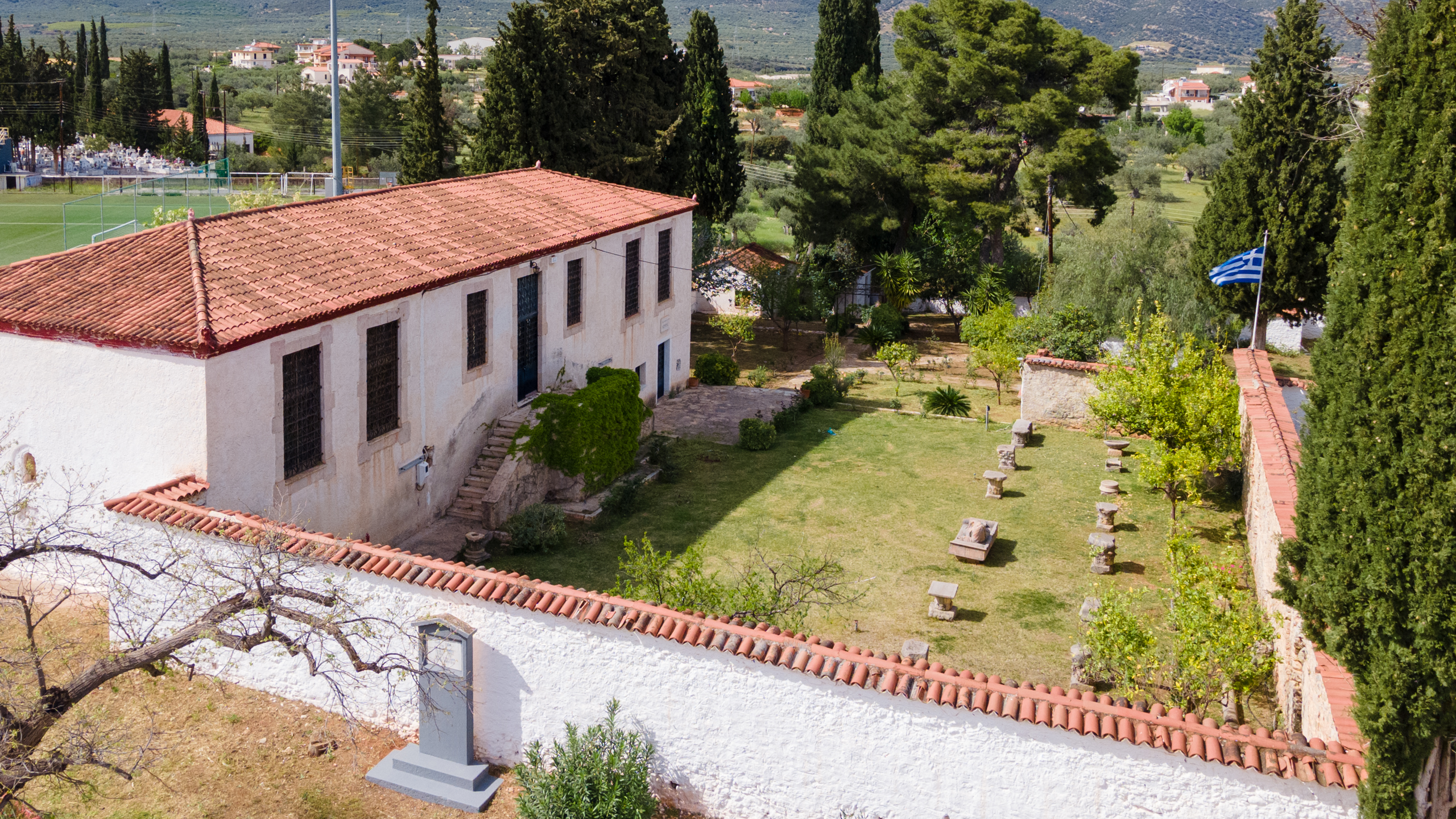
Das heutige Archäologische Museum in Astros, Arkadien, Griechenland, an dem Ort, an dem die Zweite Nationalversammlung stattfand.

In der Zweiten Nationalversammlung von Astros im März 1823 sollte die Verfassung, die sich an der französischen Revolutionsverfassung orientierte, überarbeitet werden. Dieser Versuch einer Zentralisierung führte zu einem Konflikt zwischen zwei politischen Lagern. Das erste Lager bestand aus den sogenannten 'Archonten' (wahrscheinlich den Kotzabsiden), also Angehörigen der zivilen Elite, die die Mehrheit im Parlament stellten. Das zweite Lager wurde von den 'Militärs' dominiert, die die Exekutive kontrollierten.
Aufgrund interner Konflikte und der politischen Instabilität sah sich Georgios Koundouriotis, als Führer der Regierung, gezwungen, im Dezember 1822 auf die Insel Hydra zu fliehen, während Kolokotronis und seine Anhänger gegen ihn und die bestehende Regierung opponierten.

### Verlauf des ersten Bürgerkrieges (November 1823 bis Mai 1824)

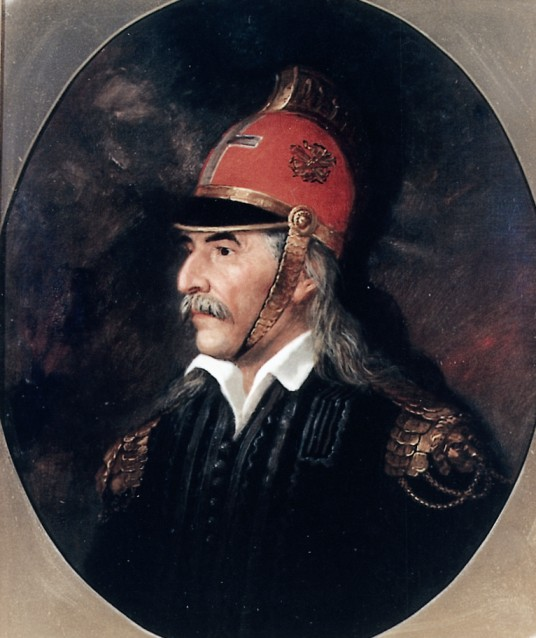
Theodoros Kolokotronis

Im Jahr 1823 brach ein Bürgerkrieg zwischen zwei führenden Persönlichkeiten der Griechischen Revolution aus: dem Partisanenführer Theodoros Kolokotronis und Georgios Koundouriotis, dem Vorsitzenden der provisorischen Regierung, die im Januar 1822 gebildet worden war.
Im März 1824 begann die Regierung von Koundouriotis mit der Belagerung von Nafplio und Tripolis. Nach einem Monat Kampf wurde am 22. Mai eine Einigung zwischen Theodoros Kolokotronis, Andreas Londos und Andreas Zaimis erzielt, wodurch der erste Bürgerkrieg endete.

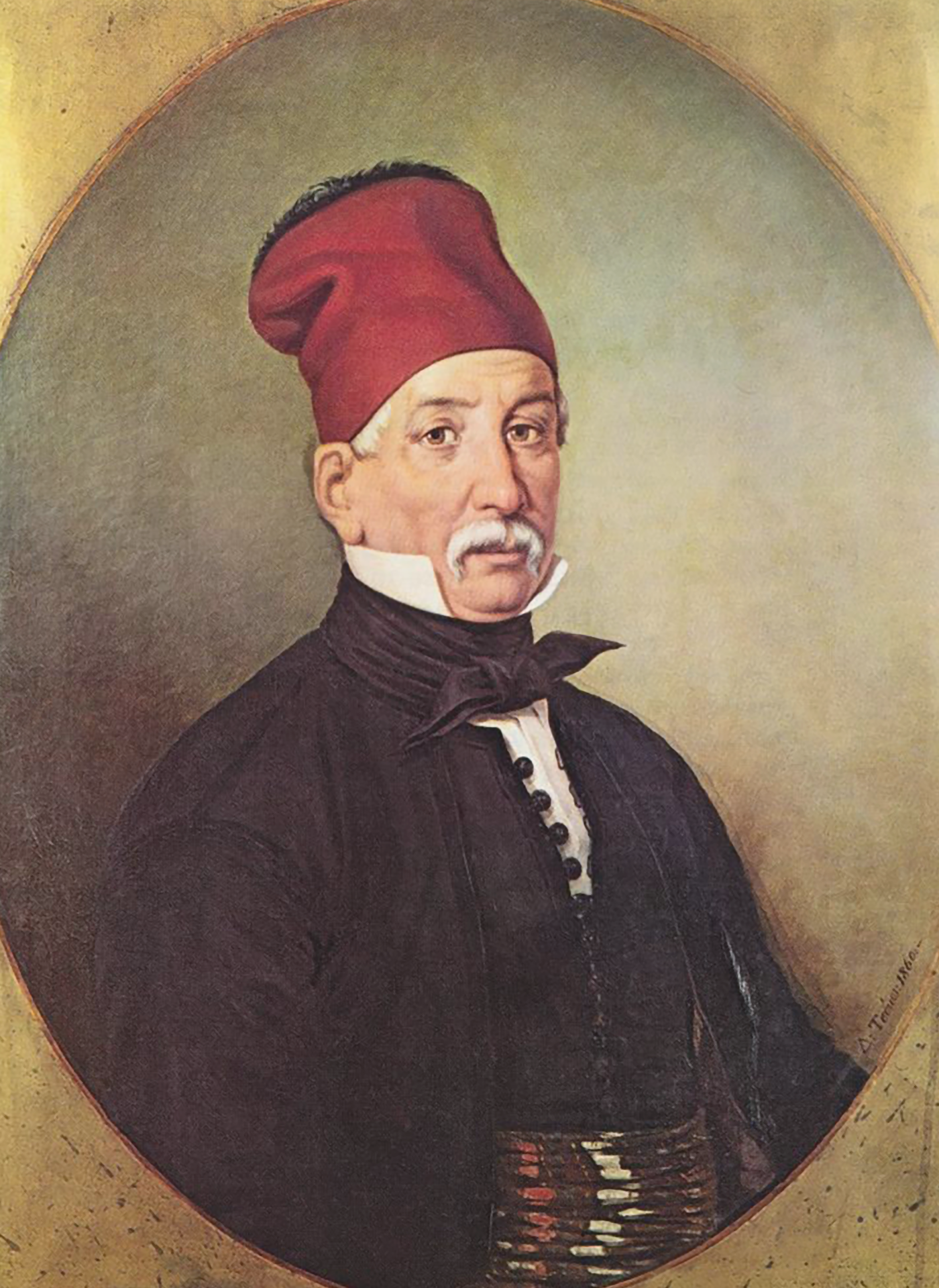
Georgios Koundouriotis

## Zweiter Bürgerkrieg  (1824–1825)

### Anbahnung des zweiten Konflikts
Viele Mitglieder der neuen Regierung waren jedoch mit dem moderaten Inhalt der Kompromisse unzufrieden. In dieser Zeit erhielt die Regierung zwei Raten eines englischen Kredits, was ihre Position stärkte. Es kam zu weiteren Spannungen zwischen Koundouriotis' Anhängern und der Exekutive, woraufhin sich Zaimis mit Kolokotronis verbündete und den Widerstand gegen die Steuererhebung in Tripolis anführte.

### Verlauf des zweiten Bürgerkrieges (Oktober 1824 bis Februar 1825)
Im Oktober 1824 brach schließlich der zweite Bürgerkrieg aus, ausgelöst durch den Widerstand gegen Steuererhebungen.
Adlige Familien von der Insel Hydra verbündeten sich mit Kämpfern aus dem griechischen Festland, um gegen die Peloponnesier zu kämpfen, die nach der Bildung einer neuen provisorischen Regierung von den meisten politischen Ämtern ausgeschlossen worden waren. Der Krieg, in dem Kolokotronis eine bedeutende Rolle spielte, endete mit einem Sieg der Hydrioten, die von den Briten und den Klephten-Kapetanen aus Roumeli (Zentralgriechenland) unterstützt wurden.
Kolokotronis wurde am 6. Februar 1825 inhaftiert.

## Folgen

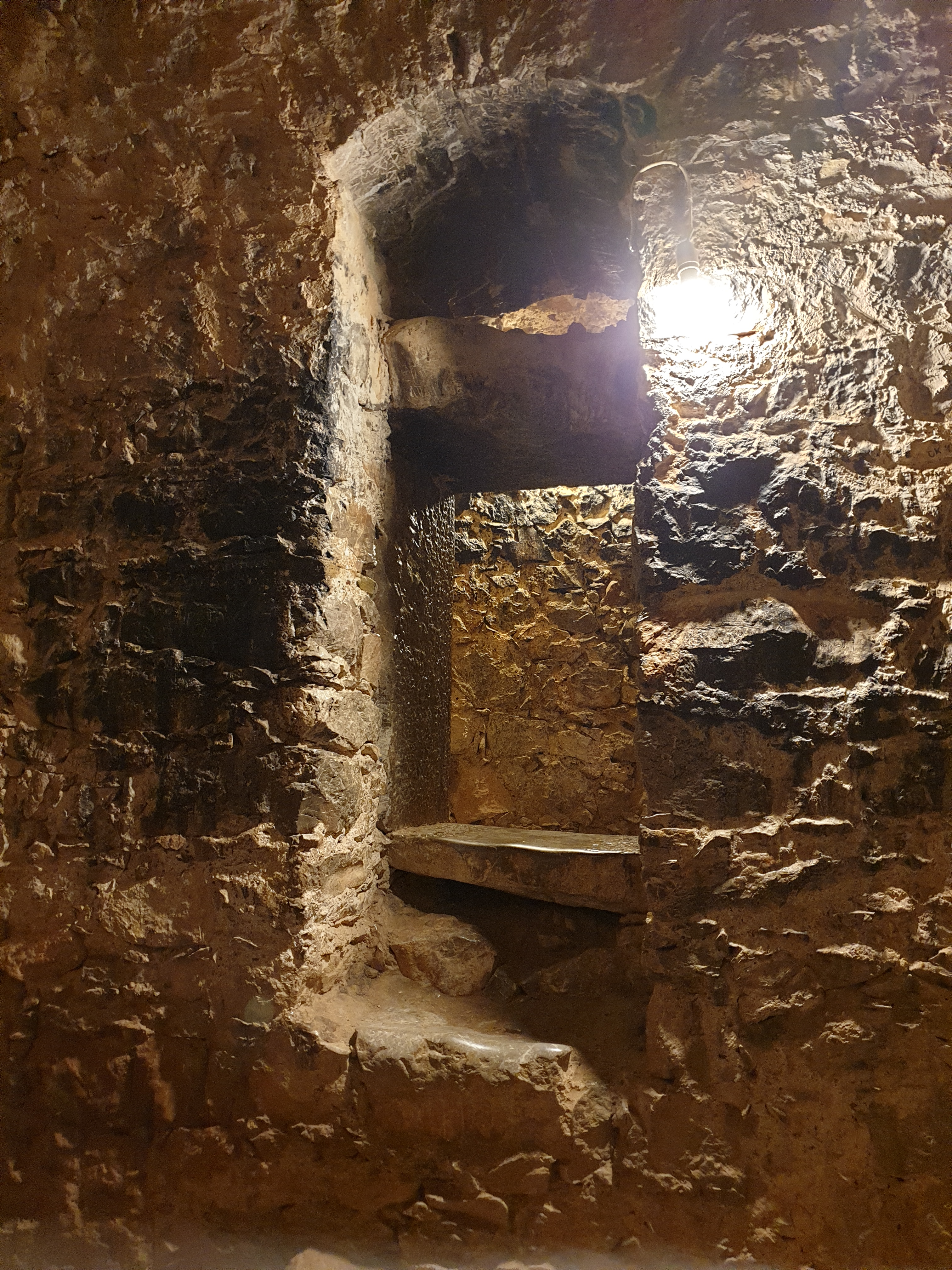
Gefängniszelle, in der Theodoros Kolokotronis festgehalten wurde.

Die geschlagenen Peloponnesier mussten fliehen oder wurden inhaftiert, darunter auch der bedeutende Partisanenführer Theodoros Kolokotronis. Trotz dieses Sieges brachte das Ende des Bürgerkriegs keine langfristige Stabilität. Koundouriotis war zwar als Führer fest etabliert, doch seine Regierung und die gesamte Revolution standen bereits einige Wochen später kurz vor dem Scheitern durch die Ankunft ägyptischer Truppen unter der Führung von Ibrahim Pascha, die von den Türken zur Unterstützung gesandt worden waren (1825). Diese Invasion stürzte die Revolution in eine existenzielle Krise.